# HD37149
HD37149 — хімічно пекулярна зоря спектрального класу B7, що має видиму зоряну величину в смузі V приблизно  8,0.
Вона  розташована на відстані близько 1342,2 світлових років від Сонця.

## Пекулярний хімічний вміст
HD37149 належить до Хімічно пекулярних зір з пониженим вмістом гелію 
й в її  зоряній атмосфері спостерігається нестача He у порівнянні з його вмістом в атмосфері Сонця.